# Coprosma waimeae
Coprosma waimeae är en måreväxtart som beskrevs av Heinrich Wawra. Coprosma waimeae ingår i släktet Coprosma och familjen måreväxter. Inga underarter finns listade i Catalogue of Life.